# 492
Раннє Середньовіччя. У Східній Римській імперії триває правління Анастасія I. На Апеннінському півострові триває війна між остготами Теодоріха Великого й королем Італії Одоакром. У Європіа утворилися численні варварські держави, зокрема Іберію та південь Галлії займає Вестготське королівство, Північну Африку захопили вандали, утворивши Африканське королівство, у Тисо-Дунайській низовині утворилося Королівство гепідів. На півночі Галлії салічні франки розширили свої володіння за рахунок римо-галльських територій, у Західній Галлії встановилося Бургундське королівство. Остготи займають Мезію, Македонію і Фракію.
У Південному Китаї править династія Південна Ці, на півночі — Північна Вей. В Індії правління імперії Гуптів. У Японії триває період Ямато. У Персії править династія Сассанідів.
На території лісостепової України Черняхівська культура. Історики VI століття згадують плем'я антів, що мешкало на території сучасної України приблизно з IV сторіччя. У Північному Причорномор'ї центр володінь гунів, що підкорили собі інші кочові племена, зокрема сарматів, булгар та аланів.

## Події
- В Ісаврії розпочався бунт проти візантійського імператора Анастасія I. Хоча візантійські війська розбили основні сили повстанців, ісаврійці засіли в гірських фортецях і продовжуватимуть партизанську війну до 497 року.
- Триває облога Равенни остготами Теодоріха. Теодоріх захопив Ріміні й встановив блокаду міста з моря, відрізавши постачання. Мешканці міста голодують.
- Розпочався понтифікат Геласія I.

## Померли
- Фелікс III, Папа Римський.